# 立花氏
立花氏（羅馬字：Tachibanashi）是大友氏分流的武家。與在日文讀音上相同的橘氏沒有關係。

## 出身
在日本南北朝時代，大友貞宗的兒子大友貞載以筑前國糟屋郡立花城為據點並稱立花為開始。以後成為大友氏的重臣，但是在立花鑑載一代因為背叛了大友義鎮（宗麟）而被同樣是大友氏支流的戶次鑑連（立花道雪）攻滅，於是在鑑載的兒子立花親善一代斷絕。
日本動畫「我們這一家」花家就是日本立花姓。因臺灣配音翻譯緣故，直接對應與轉翻華人「花」姓氏。

### 立花氏（道雪以前）
- 立花貞載
- 立花宗匡
- 立花親直
- 立花親政
- 立花宗勝
- 立花鑑光
- 立花鑑載
- 立花親善

## 戶次鑑連（立花道雪）和誾千代
大友氏的一族大友義鎮令戶次鑑連代替立花鑑載・親善入主立花城並繼承立花氏的名跡（鑑連後來入道並號道雪）。因為鑑連自身是主家大友家的關係而被禁止使用立花姓，因此沒有以立花姓自稱，不過以立花道雪的名稱而為人所知。而由於道雪沒有兒子，於是把立花城讓給女兒誾千代，道雪在晩年讓同為大友氏庶流的高橋紹運的兒子統虎迎娶誾千代並收統虎為養子。統虎之後改名為立花宗茂並在支撐衰退後的大友氏而與島津氏的戰鬥中相當活躍，在豐臣秀吉的九州征伐後被賜予筑後國柳川13萬2千石。

## 立花宗茂及柳川藩主家立花氏
不過立花宗茂因為在關原之戰中加入西軍而被沒收領地並成為浪人，後來在慶長9年（1604年）被德川氏收留，在慶長11年（1606年）被賜予陸奥國棚倉1萬石而復歸大名身份。後來宗茂在大坂之役中立下戰功，在元和6年（1620年）因為在關原之戰以來支配筑後柳川32萬石的田中氏絶家而被賜予柳川藩10萬9千石，於是返回舊領柳川。在關原之戰後被改易的武將可以再度成為「大名」的例子相當少，其中能夠復歸舊領的就只有立花宗茂。
江戶時代的立花氏作為柳川藩主並一直持續到明治維新，在維新後被列為華族並授予伯爵。現在的立花家在柳川市改装自邸立花氏庭園（松濤園）並經營著料亭・旅館・宴會場「御花」｡
而第4代柳川藩主立花鑑任的同母弟弟立花貞晟（彈正）成為旗本寄合席並分立出旗本立花彈正家，不過在第2代的養嗣子清直（後來的貞俶）繼承藩主家而絕家，兩家再度合而為一。

## 高橋統增及三池藩主家立花氏
還有立花宗茂的實弟‧繼承實家高橋家的高橋統增（直次）在豐臣政權下領有1萬8千石，但是在關原之戰中與兄長宗茂一同加入西軍而失去領地，後來被德川氏賜予5千石。直次亦跟隨兄長改稱立花氏。
之後在立花直次的兒子種次一代被賜予三池藩1萬石而復歸成大名。三池藩立花氏在立花種周一代成為外樣大名和若年寄，但是後來失勢而被轉封陸奥國內5千石並降格為旗本。後來被加增5千石而復歸大名，在慶應4年（1868年）再度返回三池。此家在維新後被授予子爵。而末裔之一是被稱為日本農政之祖的加納久宜，子孫有麻生太郎（日本前總理大臣）和科幻小說作家野田昌宏。
而直次的次男種吉及種長的次男種澄則成為江戶幕府的旗本。

## 外部連結
- 日本の名字七千傑
- 武家家伝 （页面存档备份，存于）
- 近世系図堂 （页面存档备份，存于）
- 立花家十七代が語る立花宗茂と柳川 （页面存档备份，存于）
- 武家家伝＿立花氏 （页面存档备份，存于）
- 柳川　御花（立花家經營的料亭・旅館等）
- 福岡県柳川市 （页面存档备份，存于）